# Patinação artística nos Jogos Asiáticos de Inverno de 2011 - Individual feminino
A competição individual feminino da patinação artística na Jogos Asiáticos de Inverno de 2011 foi realizada no Alatau Sports Palace, em Astana, Cazaquistão. O programa curto foi disputado no dia 4 de fevereiro e a patinação livre no dia 5 de fevereiro.

## Medalhistas
| Ouro   | JPN Kanako Murakami |
| Prata  | JPN Haruka Imai     |
| Bronze | KOR Kwak Min-jeong  |

## Resultados
| Pos.              | Nome                     | Nacionalidade | Pontos | PC         | PL         |
| ----------------- | ------------------------ | ------------- | ------ | ---------- | ---------- |
| Medalha de ouro   | Kanako Murakami          | Japão         | 177.04 | 54.48 (1)  | 122.56 (1) |
| Medalha de prata  | Haruka Imai              | Japão         | 167.00 | 54.02 (2)  | 112.98 (2) |
| Medalha de bronze | Kwak Min-Jeong           | Coreia do Sul | 147.95 | 52.65 (3)  | 95.30 (3)  |
| 4                 | Zhang Kexin              | China         | 142.02 | 47.74 (4)  | 94.28 (4)  |
| 5                 | Geng Bingwa              | China         | 141.04 | 47.18 (5)  | 93.86 (5)  |
| 6                 | Kim Chae-Hwa             | Coreia do Sul | 127.48 | 45.74 (6)  | 81.74 (6)  |
| 7                 | Zhaira Costiniano        | Filipinas     | 122.10 | 41.27 (7)  | 80.83 (7)  |
| 8                 | Kristina Prilepko        | Cazaquistão   | 108.59 | 36.23 (10) | 72.36 (8)  |
| 9                 | Mimi Tanasorn Chindasook | Tailândia     | 107.02 | 40.55 (9)  | 66.47 (9)  |
| 10                | Sandra Khopon            | Tailândia     | 97.36  | 34.46 (11) | 62.90 (10) |
| 11                | Mericien Venzon          | Filipinas     | 93.64  | 31.95 (12) | 61.69 (12) |
| 12                | Liu Chao-Chih            | Taipé Chinesa | 92.22  | 30.39 (13) | 61.83 (11) |
| 13                | Amanda Sunyoto-Yang      | Taipé Chinesa | 85.97  | 28.17 (14) | 57.80 (14) |
| 14                | Marina Shishkina         | Cazaquistão   | 84.67  | 25.61 (15) | 59.06 (13) |
| 15                | Ching Siau Chian         | Malásia       | 67.99  | 22.33 (16) | 45.66 (15) |
| 16                | Gansükhiin Maral-Erdene  | Mongólia      | 60.34  | 19.09 (17) | 41.25 (16) |
| WD                | Anastasia Gimazetdinova  | Uzbequistão   | —      | 40.59 (8)  | — (WD)     |

Legenda
| Recorde mundial      | Recorde mundial (World record)               |                       | Recorde africano                      | Recorde africano (African) |                                           | Q | Classificado por posição (Qualified) |
| Recorde olímpico     | Recorde olímpico (Olympic record)            | Recorde da América    | Recorde da América (Americas)         | q                          | Classificado por melhor tempo (Qualified) |   |                                      |
| Melhor marca do ano  | Melhor marca do ano (World leading)          | Recorde asiático      | Recorde asiático (Asian)              | DNS                        | Não largou (Did not start)                |   |                                      |
| Recorde nacional     | Recorde nacional (National record)           | Recorde europeu       | Recorde europeu (European)            | DNF                        | Não terminou (Did not finish)             |   |                                      |
| Recorde pessoal      | Recorde pessoal do atleta (Personal best)    | Recorde da Oceania    | Recorde da Oceania (Oceania)          | DSQ / DQ                   | Desclassificado (Disqualified)            |   |                                      |
| Recorde da temporada | Recorde da temporada do atleta (Season best) | Recorde sul-americano | Recorde sul-americano (South America) | NM                         | Sem marca (No mark)                       |   |                                      |